# جهاز عرض بمستوى الرأس

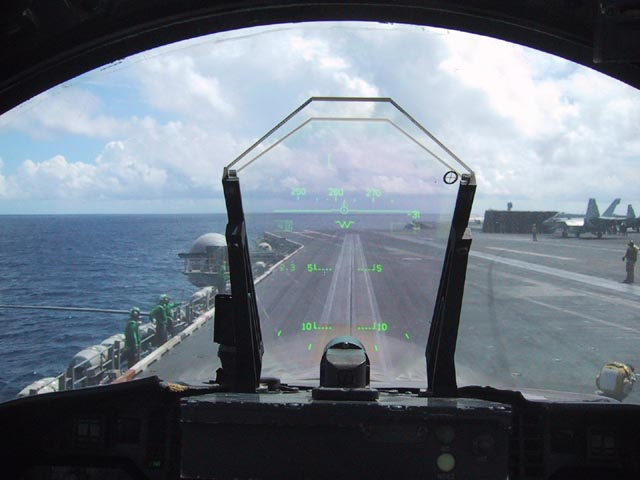
HUD of an aircraft

جهاز العرض بمستوى الرأس (بالإنجليزية: Head-up display)‏ المعروف أيضًا باسم هود (بالإنجليزية: HUD)‏ هي أي شاشة عرض شفافة، تقدم بيانات للمستخدم دون الحاجة إلى النظر بعيدا عن وجهات نظرهم المعتادة.
وعلى الرغم من أنها طورت في البداية للطيران العسكري، فانها الآن تستخدم في الطائرات التجارية والسيارات وألعاب الكمبيوتر وغيرها من التطبيقات.